# Queijo coalho

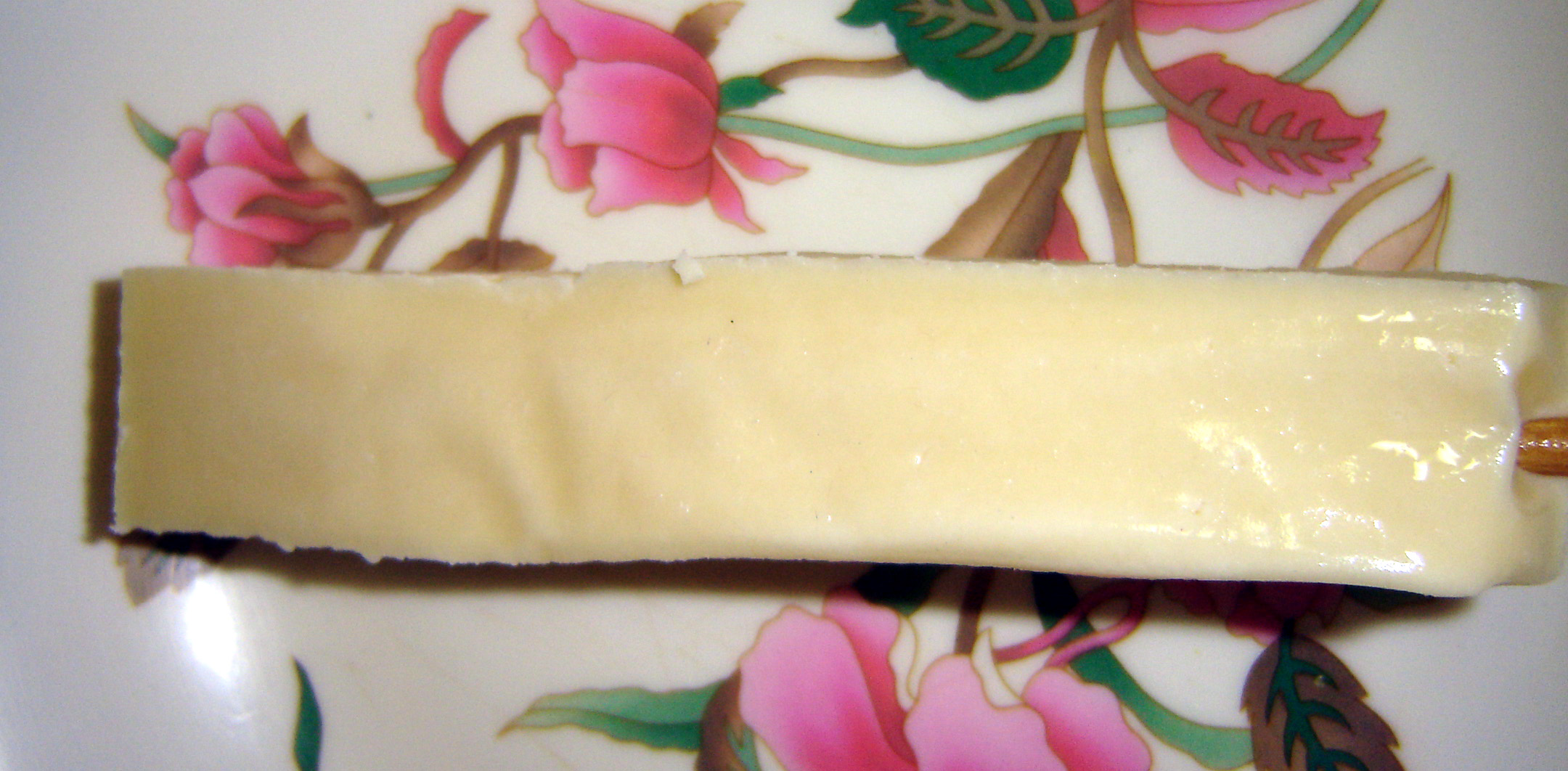
Queijo coalho

Queijo coalho ou queijo-de-coalho (prononciation portugaise : [ˈkejʒu ˈkwaʎu], littéralement « fromage de présure ») est un fromage à pâte ferme mais très léger, produit dans le Nord-Est du Brésil. Sa texture est presque "grinçante" lors de sa consommation.
Il s'agit d'un casse-croûte populaire et abordable pour les amateurs de plage au Brésil, où les vendeurs ambulants font dorer des plaques rectangulaires de ce fromage dans des fours à charbon de bois tenus à la main artisanalement. Il est consommé alors sur un bâton, un peu comme une brochette. Il se mange cru ou cuit, fondant et avec une croûte dorée et croustillante. Un vrai délice pour ce fromage artisanal typique du Nord-est du Brésil.